# Hinter dem Bahnhof (Freiberg)
Hinter dem Bahnhof ist ein Stadtviertel im Stadtteil Freiberg-Süd der Großen Kreisstadt Freiberg im Landkreis Mittelsachsen (Freistaat Sachsen).

## Geografie

### Lage
Das Stadtviertel Hinter dem Bahnhof liegt in unmittelbarer Nähe des Bahnhofes Freiberg. Es wird im Westen von der „Olbernhauer Straße“ (Bundesstraße 101), im Norden von den Gleisen des Bahnhofs und der sogenannten Ladestraße und im Osten von der „Käthe-Kollwitz-Straße“ begrenzt.

### Nachbarorte
|                                                             | Freiberg, Stadtteil Freiberg-Süd (Stadtviertel Bahnhofsvorstadt) |                                                                  |
| Freiberg, Stadtteil Freiberg-West (Stadtviertel Wasserberg) | Kompassrose, die auf Nachbargemeinden zeigt                      | Freiberg, Stadtteil Freiberg-Süd (Stadtviertel Silberhofviertel) |
|                                                             | Freiberg, Stadtteil Seilerberg                                   |                                                                  |

### Gebietsstruktur
Das Viertel Hinter dem Bahnhof ist ein klassisches vorstädtisches Mischviertel. Es liegt direkt hinter den Gleisen der Bahnstrecke Dresden–Werdau und wird südlich vom Seilerberg abgegrenzt. Neben vielen Ein- und kleineren Mehrfamilienhäusern, die zumeist einen eigenen Garten besitzen, gibt es auch Industrie und vereinzelt Gewerbe, vor allem entlang der Zuger Straße. Ein bekanntes hier ansässiges Unternehmen ist die Freiberger Porzellan GmbH. Die ständig besetzte Wache der Freiwilligen Feuerwehr "Moritz Braun" Freiberg befindet sich in diesem Viertel.